# 张新华 (少将)
张新华（1911年—2003年），中国人民解放军将领、中国人民解放军开国少将。
曾任中国人民解放军福建军区炮兵司令员。1955年，授予中国人民解放军少将。